# Rivière des Roches (rivière Verte)
Pour les articles homonymes, voir Rivière des Roches.
La rivière des Roches coule entièrement dans la municipalité de Saint-Antonin, dans la municipalité régionale de comté (MRC) de Rivière-du-Loup, dans la région administrative du Bas-Saint-Laurent, au Québec, au Canada.
La rivière des Roches est un affluent de la rive est de la rivière Verte laquelle coule vers le nord jusqu'au littoral sud-est du fleuve Saint-Laurent à la hauteur de L'Isle-Verte.

## Géographie
La rivière des Roches prend sa source dans le lac du Dentiste (longueur : 1,4 km ; altitude : 254) situé dans la municipalité de Saint-Antonin. Ce lac est situé à 20,0 km au sud-est du littoral sud-est de l'estuaire du Saint-Laurent, à 0,5 km au sud-ouest de la route 185, à 12,0 km au sud-est du centre du village de Saint-Antonin et à 7,1 km au nord de la montagne Noire.
À partir du lac du Dentiste, la rivière des Roches coule sur 9,5 km répartis selon les segments suivants :
- 0,6 km vers le nord, jusqu'à la route 185 ;
- 0,7 km vers le nord-ouest, jusqu'à la rive sud-est du lac à Chamard (altitude : 246 m) ;
- 3,1 km vers le nord-ouest, en traversant le lac à Chamard sur sa pleine longueur ; la partie nord-ouest de ce lac comporte une zone de marais ;
- 5,1 km vers le nord-ouest, en longeant le chemin de fer du Canadien National, jusqu'à sa confluence.

La rivière des Roches se déverse sur la rive est de la rivière Verte, dans la municipalité de Saint-Antonin. Cette confluence est située à 4,2 km à l'est du centre du village de Saint-Antonin et à 3,7 km au sud-est du centre du hameau Rivière-Verte.

## Toponymie
Le toponyme « rivière des Roches » a été officialisé le 5 décembre 1968 à la Commission de toponymie du Québec.